# Елецкий (Липецкая область)
Еле́цкий — посёлок в Елецком районе Липецкой области. Центр сельского поселения Елецкий сельсовет.

## География
Расположен на левом берегу реки Быстрой Сосны. В поселке есть железнодорожная платформа 107 км.

## История
С 1924 по 1926 год здесь было подсобное хозяйство Елецкого центрального рабочего кооператива, которое после
реорганизации перешло в торговую систему. С 1926 по 1926 год — подсобное хозяйство торга.
Для организации сельскохозяйственного производства и укрепления хозяйства партией и правительством сюда направлялись беспартийные и коммунисты.
С 1942 года в связи с началом военных действий (на весь период Великой Отечественной войны) совхоз был передан в ведение Орловского облисполкома. В 1943—1947 годах хозяйство находилось под подчинением Орловского треста животноводческих совхозов. Направление — мясомолочное. За этот период земельный массив совхоза расширился до 1200 га.
После войны организован совхоз «Елецкий», который в 1997 году прекратил своё существование.
В 2019 г. посёлок совхоза «Елецкий» переименован в Елецкий

## Население
| 2008 | 2010 |
| ---- | ---- |
| 761  | ↗771 |

## Сегодняшние дни
Сегодня на территории расположено ОАО «Елецкий», специализирующееся на производстве сельхозпродукции.
22 сентября 2008 года в Елецком планируется открытие деревянной церкви святых Иокима и Анны. Это первый храм в поселке. Раньше на этом месте стоял фонтан